# 藤本つかさ
藤本 つかさ（ふじもと つかさ、1983年7月30日 - ）は、日本の女優、女性プロレスラー。宮城県宮城郡利府町出身。アイスリボン取締役選手代表を務める。血液型AB型。

## 来歴
プロレスラーデビューまで
- 2007年4月、芸能人女子フットサルチーム「南葛シューターズ」に入団。ポジションはゴレイロ（ゴールキーパー）で、背番号は「21」。
- 夏公開の映画「スリーカウント」（監督：窪田将治）出演のため、プロレスラーとしてデビューすることになり[1]、2008年、プロレス団体アイスリボンの練習に参加し、さくらえみ代表の指導を受ける。8月23日新木場1stRING大会・vs赤城はるな戦にてレスラーデビュー・初勝利を飾り、メインイベントの6人タッグマッチにも出場し勝利。その後もアイスリボンを中心に、NEO等他団体の試合にも定期的に参戦。その中で夏樹☆たいよう（引退）・米山香織（当時JWP）等のハイスピード王座戦線に参入している。

2009年
- 12月28日、日刊スポーツ制定日刊バトル大賞女子プロレス部門技能賞を受賞。

2010年
- 1月4日、新春リボン新木場1stRING大会にてさくらえみを6秒で破り、試合時間の団体最短記録を樹立すると共に、第1回SUPER ICE-CUP優勝＆第5代ICE×60王座の王者になる。
  - 過去には2008年11月15日新木場大会、vs星ハム子戦で、わずか18秒で勝利した経験がある。
  - この最短記録は2010年5月22日、つくしに5秒まで短縮され、翌年6月11日、同じくつくしが更に1秒更新させている。
- 1月31日、JWP初参戦で、NEO認定ハイスピード王座挑戦権を懸けてコマンド・ボリショイ、夏樹☆たいようと3way戦で戦うが、夏樹に敗れる。
- 12月11日、アイスリボン道場マッチにてしもうま和美の持つトライアングルリボン王座に挑戦し、勝利（もう一人は星ハム子）。第5代王者となるとともに、自らが創設したベルトを初めて巻いた。
- 12月23日、アイスリボン道場マッチにて志田光と組み、みなみ飛香・つくし組、さくらえみ・高橋奈苗組を下してインターナショナル・リボンタッグ王者決定トーナメントに優勝。第14代王者となり、自身初の二冠を達成。また、りほ（現：里歩）・松本都に続き3人目の団体内グランドスラム達成者となった[2]。
- 12月26日後楽園ホール大会、JWPコマンド・ボリショイの持つICE×60王座に挑戦し勝利、第11代王者になると共に、団体初の3冠王者となる[3]。

2011年
- 「JWPタッグリーグ・ザ・ベスト2011」にJWPの新人masu-meと組んで参戦。タッグチーム名は「キューティーペア」。キューティーペアはアイスリボンにも登場している。
- 6月5日、プラムズハート岩沼チャリティー興行に参戦。
- 7月4日〜7日、東日本大震災被災地を回る被災地キャラバンを主催。
- 7月24日、OZアカデミー初参戦。同い年ながらキャリアでは1年後輩の小松奈央にビーナスシュートで勝利。
- 7月30日、真琴と共にアメリカ・CHIKARAプロレス初参戦。
- 8月21日、後楽園ホール大会「不思議の国のアイス2011」にてみなみ飛香に敗れ、8度目の防衛戦にしてICE×60王座を失冠。
- 10月8日・9日、イギリス・ノッティンガムでのプロレスリングEVEとの対抗戦にアイスリボン代表の一員として出場。
- 11月19日、アイスリボン道場マッチにてみなみ飛香の持つICE×60王座に挑戦し勝利。タイトルを奪回し第13代王者となる。
- 12月25日、後楽園ホール大会で志田光に敗れICE×60王座失冠。

2012年
- 1月7日、初の仙台大会「仙台リボン」を開催し、マッチメイクも任される。自身はメインで豊田真奈美とシングルも敗戦。
- 2月1日、プロレスリングWAVE初参戦。フリー時代にアイスリボン常連参戦していた植松寿絵と対戦し、敗戦。しかし、試合後にWAVE継続参戦を希望し、アイスとWAVEの本格的な交流が始まる。なお、試合後「ブラック・ダリア」に勧誘されるが拒否。
- 2月5日、横浜ラジアントホール大会で、つくしとのタッグ「ドロップキッカーズ」で、志田光＆成宮真希が持つインターナショナル・リボンタッグ王座に挑戦し勝利、第23代王者となる。
- 4月30日、Catch the WAVEのダリアブロックに出場決定。コスチュームを紫雷美央デザインの黒基調にして挑む。
- 5月5日、後楽園ホール大会「GOLDEN RIBBON 2012」に、大会前に脱臼した右ひじの負傷が癒えぬまま強行出場。ハッピーメーカーズ（希月あおい&帯広さやか）とのインターナショナル・リボンタッグ王座防衛戦を行うが、自らが帯広にフォールされてしまい王座失冠。
- 5月25日、第2回 19 O'clock girls tournamentの決勝で雫あき（現：雫有希）を破り、優勝。IW19王座への挑戦権を得る。
- 6月1日、19時女子プロレス第118戦でくるみの持つIW19王座に挑戦。試合途中で王者のリング外での飛び技を受けた際に右足首を負傷。これにつけこんだ王者の一点集中攻めに苦心するも凌ぎ切り、ツカドーラで丸め込み王座獲得。団体の主要タイトルが4つになってから初のグランドスラムを達成する。
- 6月9日、REINA×WORLD新宿FACE大会にて、志田光とのタッグでREINA世界タッグ王者決定トーナメントに優勝し、王座獲得。
- 6月13日、この日の道場マッチで、松本浩代がバナナの皮で滑って転んだところを藤本が抑え込んでフォール。第912代アイアンマンヘビーメタル級王者となる。
- 6月17日、ハッピーメーカーズからインターナショナル・リボンタッグ王座のリターンマッチを要求されていたドロップキッカーズが、この日の北沢タウンホール大会で挑戦。王座奪還に成功し第25代王者となる（同時にアイアンマン王座も防衛）。この時点でシングル、タッグ、アイアンマンを合わせて四冠。
- 7月3日、志田光と共にCMLLデビュー。ラ・コマンダンテと組み、ゴヤ・コング、ルナ・マヒカ、シルエタと6人タッグで対戦も敗れる[4][5][6]。
- 7月6日、レディ・アパッチェと組み、ダーク・エンジェル、エストレジータ、マルセラと対戦するが敗れる[7]。
- 7月8日、CMLL最終戦としてプリンセサ・スヘイと組み、ダリス・ラ・カリベーニャ、ジュビア、ルナ・マヒカに勝利[8]。
- 8月18日、DDT「武道館ピーターパン」のサッカーマッチに参戦。
- 9月25日、プロレスリングWAVEのタッグリーグ「DUAL SHOCK WAVE2012」に同郷の大畠美咲との「マックロコロスケ」でエントリー。初戦は浜田文子&華名「戦慄の女王」と両者リングアウト引き分け。
- 11月16日、WAVE新木場大会、決勝まで進み渋谷シュウ&朱里「奇跡の隣人」と対戦、渋谷をビーナスシュートで仕留めタッグリーグ優勝。
- 11月27日、後楽園ホールで行われたWAVE&AAA合同興行でGAMI&中川ともか「ハタナカヨウコ」が持つWAVE認定タッグ王座に挑戦し、大畠がGAMIをブルーダリアで丸め込み、タッグ王座獲得。
- 12月16日、Regina di WAVE王座決定トーナメント出場枠をかけた人気・運・実力で競う「ZAN1」で263ポイントを獲得し5位にランクイン（1位は374ポイントを集めた大畠美咲）。人気投票では263票を集め2位だった（1位は271票を集めた紫雷美央）。

2013年
- 1月14日、インフルエンザで欠場の須佐えりの代役としてスターダム初参戦。
- 4月29日、スターダム両国国技館大会「STARDOM CHAMPIONS FIESTA2013〜両国シンデレラ〜」に参戦。高橋奈苗、長野美香と組み、松本浩代、米山香織、朱里と対戦して勝利。
- 6月22日、アイスリボン名古屋大会後イベント（スポルティーバアリーナ）にて。星ハム子の持つIW19王座に挑戦して勝利し、第10代王者となる。
- 7月14日、アイスリボン新宿FACE大会にて、ICE×60王者つくしとダブルタイトルマッチを行い勝利。第18代ICE×60王者となり、その場で60キロという体重制限を撤廃することを宣言。挑戦者に豊田真奈美を指名するとともに、IW19王座を封印。
- 8月25日、アイスリボン後楽園ホール大会「不思議の国のアイス2013」にて豊田真奈美を相手にICE×∞（インフィニティ）王座防衛戦を戦い、豊田の技であるクインビーボムで勝利し、防衛に成功。かつて豊田が北斗晶の技であるノーザンライトボムで北斗超えを果たした1995年9月2日全女・日本武道館大会にヒントを得たという。
- 12月15日、「ZAN1」で326ポイントを獲得し前年を上回る4位にランクイン。

2014年
- 1月19日、久方ぶりのJWP参戦で中島安里紗とタッグながら初対決（パートナーは阿部幸江、中島のパートナーは春山香代子）。
- 2月15日、2度目の仙台リボン開催。記録的な雪に見舞われながらも興行は大成功した。
- 3月30日、志田光のアイスリボン所属ラストマッチで勝利し、送り出す。
- 5月5日、Catch the WAVEのADEYAKAブロックに出場決定。渋谷シュウと2月以来のシングル。アイスリボンの全選手・レフェリー・リングアナ千春もセコンドにつきアイスリボンvs渋谷シュウという形で渋谷と闘うも新技トゥービーコンティニュードで敗北。
- 5月6日、中島とタッグで再戦。JWP認定無差別級王座挑戦者に指名される。
- 7月13日、Catch the WAVE決勝トーナメント進出を決める。
- 7月17日、約2年ぶりとなるREINA参戦で朱里とタッグで対戦（パートナーは加藤悠、朱里のパートナーは新田猫子）。
- 8月31日、アイスリボン後楽園ホール大会「不思議の国のアイス2014」にて石岡で「アイスリボンにメイン・セミは無理」と酷評したダンプ松本との遺恨決着を申し込み一騎討ち。ダンプのフォーク攻撃に血祭りにされあわやフォール負けの瞬間、フォークを手にしたダンプに佐藤淳一レフェリーが反則カウントを取りそれに激高したダンプがレフェリーを襲い反則勝ちの結末となった[9]。
- 10月18日-19日、アメリカSHIMMERに遠征。
- 11月24日、希月あおいのICE×∞王座挑戦を受け、防衛。試合後、かねて中島安里紗からJWP認定無差別級王座挑戦者に指名されていたことに対して、逆に中島をICE×∞王座挑戦者に指名。レギュレーションの違いなどから、ダブルタイトルマッチではなく、12月28日の後楽園ホール昼夜興行にて互いの王座に挑戦し合うことに。
- 12月28日、昼のアイスリボン後楽園ホール大会「RIBBONMANIA2014」にて中島のICE×∞王座挑戦を受け、防衛。夜のJWP後楽園ホール大会にて中島のJWP認定無差別級王座に挑戦し、流血の末敗退。試合後「これを機に、中島安里紗と本当の親友になりたい」と発言し、タッグ結成を示唆。

2015年
- 1月11日、JWP浅草花やしき大会にて中島安里紗とタッグ結成。
- 3月21日、アイスリボン後楽園ホール大会「アイスリボンマーチ2015」にてくるみのICE×∞王座挑戦を受け、防衛に失敗。連続防衛記録は11でストップ。
- 4月1日、アイスリボン取締役選手代表に就任[10]。
- 6月13日、中島とのタッグ名を「ベストフレンズ」と発表。

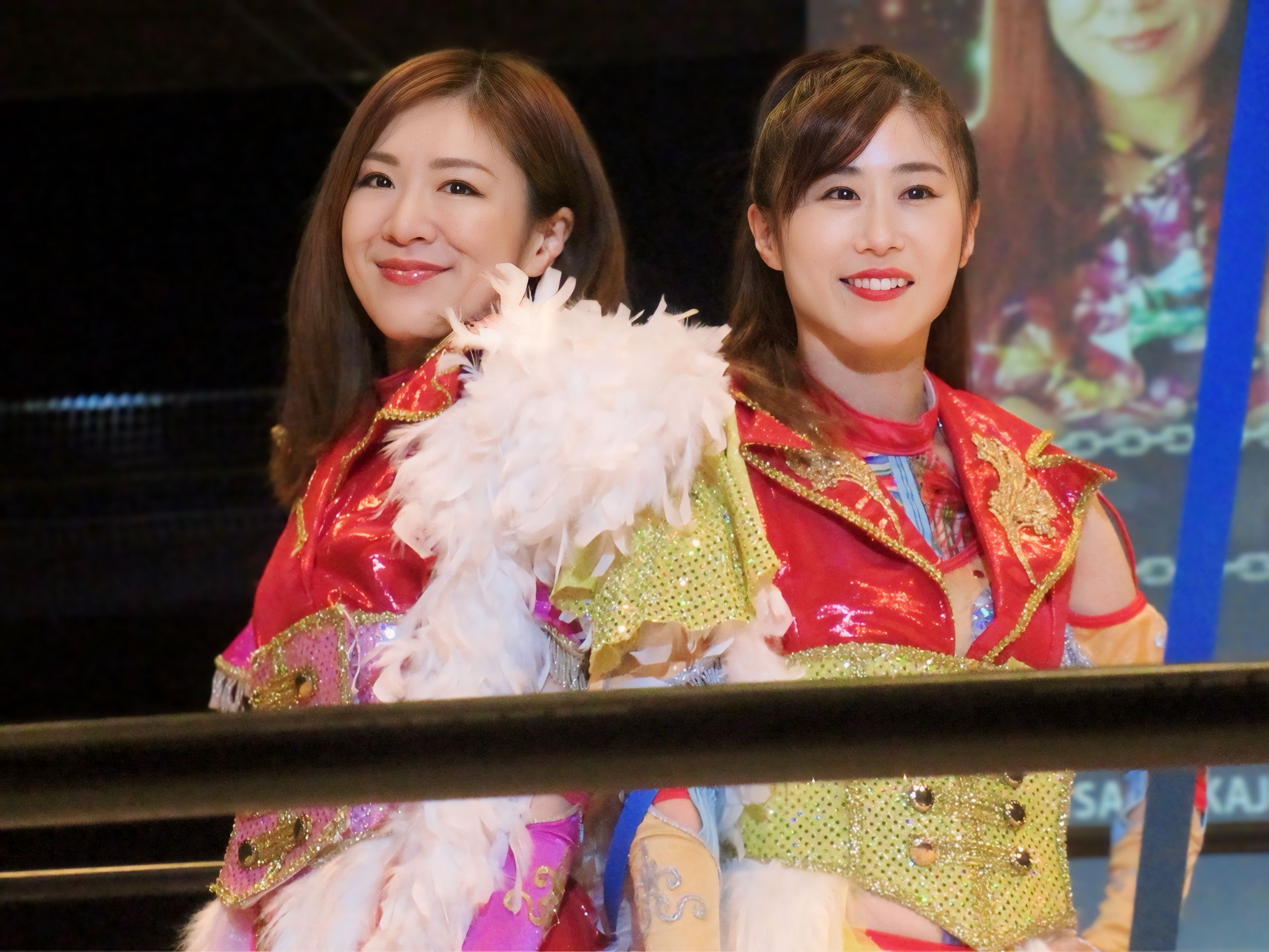
ベストフレンズ

- 7月29日、アイスリボン後楽園ホール大会「サマージャンボリボン」にて一人一分の32人掛けを行い、8勝4敗20分けで完走。対戦相手を選定した豊田真奈美から称賛を受け、ジャパニーズ・オーシャン系の技を継承する。
- 8月30日、アイスリボン後楽園ホール大会「不思議の国のアイス2015」にて、引退を控えた紫雷美央と最後のシングルマッチを行い、勝利。
- 10月17日、アイスリボン後楽園ホール大会「Oktober Iceribbon Fest」にて希月あおい&春山香代子組の持つインターナショナル・リボンタッグ王座にベストフレンズで挑戦し、奪取に成功。入場曲である「フレンズ」をカバーして発売することを発表。

2016年
- 1月10日、OZアカデミー新宿大会でパートナーである中島がOZアカデミーの正危軍に加入。セコンドとして登場。正危軍加入を要請されるがマネージャーのポリスを嫌っており加入はしていない。
- 3月12日、後楽園ホール大会で再結成した.STAPを相手に対戦し勝利。
- 5月4日、アイスリボン横浜文体大会にて、中島とのベストフレンズでさくらえみ&高橋奈七永を相手に対戦しさくらから直接勝利。
- 6月4日、我闘雲舞市ヶ谷大会に来場。「我闘雲舞のさくらえみ」と対戦を要求。
- 7月3日、アイスリボン後楽園ホール大会「サマージャンボリボン」にて世羅りさの持つICE×∞王座に挑戦し勝利。試合後アイスリボン所属全選手とのタイトルを行うと宣言。
- 11月3日、アイスリボン新木場1stRING大会にてつくしを相手にICE×∞王座防衛戦を行い、30分時間切れ引き分けとなり王座剥奪。10度目の防衛に失敗し、全所属選手とのタイトルマッチは実現できなかった。

2017年
- 11月3日、大さん橋ホールで開催された豊田真奈美の引退興行「プロレス・豊田真奈美30周年記念興行～飛翔天女引退～」にてメインイベントでの引退試合の対戦相手に抜擢。ジャパニーズサイクロン・スープレックス・ホールドを豊田に決めるも返され逆に同技を食らい敗北するも豊田から「完全な形で自分から勝って欲しい」[11]との思いで再戦を要求、クインビーボムでもう一度敗れるも再々戦が行われ、豊田のジャパニーズサイクロン・スープレックス・ホールドを受けるも肩を上げ、自身が同技を決めて勝利。[12]

2018年
- 6月16日、アイスリボン初進出となるエディオンアリーナ大阪第2競技場大会のメインイベントにて、星ハム子の保持するICEx∞王座に挑戦し勝利を収め、28代王者となる。[13]
- 8月16日、横浜体育館大会にて星ハム子・松本都と合同でデビュー10周年記念大会を開催。メインイベントで雪妃真矢のICEx∞王座への挑戦を退け防衛に成功。[14]
- 10月8日、後楽園ホール大会の第一試合にて世羅りさとシングルマッチ時間無制限3本勝負を行い、1本目は通常ルールで勝利を収めた後、2本目は会場外にまで移り、エレベーター閉まり1階へ行ってしまったところで大会は進行の都合第2試合へ。藤本達は神田明神まで場所を移し、ここで世羅が1本取り返す。3本目は山手線にまで至り、1周する間に世羅が1本取り2-1で世羅の勝利となる。[15]
- 10月28日、両国KFCホール大会にて世羅りさが藤本の保持するICEx∞王座への挑戦するもこれを退け防衛に成功。[16]。試合後、以前から対戦要求のあった世羅からの電流爆破戦にも改めて拒否を示したが、練習生のすずから世羅のデスマッチを見てアイスリボンに入団した経緯を涙ながらに告白したのを聞き、挑戦を受ける事を決意。[17]
- 12月2日、千葉ブルーフィールドにて開催された「超花火×アイスリボン 百尺竿頭」にて世羅の保持する爆女王選手権に挑戦、自身初の電流爆破デスマッチで2度の爆破を受け敗北。[18]
- 12月13日に発表された東京スポーツ新聞社制定「2018年度プロレス大賞」の女子プロレス大賞にて、4選手がノミネートされる中で過半数を超える16票を集めて初受賞。アイスリボンとしては2009年のさくらえみ以来の受賞となった。[19]
- 12月31日、後楽園ホール大会にて、次期ICEx∞王座挑戦トーナメント覇者の雪妃真矢を迎えた防衛戦でこれに敗れ、3度目の防衛に失敗。[20]

2019年
- 1月17日、東スポプロレス大賞の授賞式にてアンドレザ・ジャイアントパンダに捕まりキスをされた事[21]を発端にジャイアントパンダの妻・ティンティンとの抗争に発展[22]。またこの騒動は「マッスルマニア 2019」における「純烈新メンバーオーディション」にて新メンバーとなったジャイアントパンダが大会のエンディングにてこの件をバラされ即日脱退となるにまで至った。
- 3月31日、後楽園ホール大会にてパンダの妻・ティンティンとの直接対決に勝利し、試合後のマイクで誤解を解く。[23]
- 6月2日、道場マッチにて行われたvsテキーラ沙弥vs雪妃真矢の3wayマッチが選手の強い要望でトライアングルリボン選手権試合に変更[24]。この試合で雪妃を下しトライアングル王者となる[25]。
- 6月30日、SKIPシティ大会にて、666外での試合が久々となるラム会長と対戦。この試合はラム会長がこれ以降団体外での女子プロレス活動をしていくきっかけとなる[26]。
- 7月15日、ラジアントホール大会にて、この日を最後に退団する同期の松本都と、同じく同期の星ハム子を加えた3人でのトライアングル王座戦が行われ都がこれに勝利、藤本は王座陥落となる[27]。
- 8月3日、大阪市立港区民センター大会にて雪妃真矢の保持するICEx∞王座に挑戦し、30分フルタイムドローとなり同選手権試合の規定に基づき雪妃は王座剥奪、空位となるも大会後のマイクにて王座決定トーナメントの開催が決定[28]。
- 8月10日道場マッチにて鈴季すず[29]、8月14日上野恩賜公園野外ステージ大会にて弓李[30]を下し準々決勝進出。
- 8月24日、後楽園ホール大会にて柊くるみを下し準決勝進出も、メインで行われた世羅りさとの対戦に敗れ準決勝敗退。[31]
- 9月14日、横浜文化体育館大会にて、先の後楽園ホール大会で対戦要求してきたSareeeとのシングルマッチが実現、20分弱に及ぶ試合に勝利。試合後、荒れるSareeeにバックステージコメントで「言葉に愛がないし、ボキャブラリーがない」「彼女に足りないものは受けの美学。以上。」と一蹴。[32]
- 11月3日、大阪176BOX大会にてアジュール・レボリューション（雪妃真矢＆世羅りさ）の保持するリボンタッグ王座につくしとのドロップキッカーズで挑戦しこれに勝利。ドロップキッカーズでの同王座戴冠は2012年以来7年ぶりとなる。[33]。また、2017年にベルトが新調されて以降、両者ともに初の戴冠となる。

2020年
2021年
2022年
- 4月15日『後楽園ホール60周年還暦祭』にタッグマッチで出場[34]。中島安里紗と組み、岡優里佳＆宝山愛組に勝利。
- 5月4日の横浜武道館大会での春輝つくし引退試合（春輝つくし＆藤本つかさvs星ハム子＆高橋奈七永）をもって選手として休業に入る。
- 2022年末をもって産休に入るため、取締役選手代表を辞任[35]。

2024年
- 4月10日、藤本つかさの期限付き復帰を発表。[36]復帰理由はこの時点では伏せられていた。
- 4月20日、道場マッチにて咲蘭を相手に5分間のエキシビションマッチを行い、0-0のドロー。[37]
- 4月21日、SEAdLINNNG後楽園ホール大会にて復帰（パートナーは中島安里紗＆Sareee、 相手は松本浩代＆中森華子＆高瀬みゆき）、またこの試合で中島安里紗も復帰戦となったが、試合後に中島が引退を発表。藤本の復帰理由が中島の引退ロードのためであることも明かされた。
- 4月27日、スターダム横浜BUNTAI大会に登場。岩谷麻優にベストフレンズとのタッグでの対戦を要求。[38]
- 5月18日、スターダム横浜武道館大会にてベストフレンズvsアイコンタクト（岩谷麻優＆羽南）が行われ、藤本が羽南から勝利。岩谷に「心が折れました…」「（自身の保持する）IWGP女子王座をかけて戦って下さい」と言わしめた。
- 6月24日、王者岩谷から指名を受ける形でIWGP女子王座に挑戦したが、ビーナスシュートを放った際、着地で右ひじを負傷してしまう。そのまま戦う姿勢をみえたがレフェリーの判断によりドクターストップ負けとなった。その後、右ひじ脱臼ならびに靭帯損傷で手術を受けて欠場。
- 7月27日、アイスリボン横浜産賀ホール大会で復帰。
- 8月23日、SEAdLINNNG後楽園ホール大会にて、当初の復帰理由であった中島安里紗の引退試合のパートナーを務めあげる。
- 8月24日、後楽園ホール大会にて自身の休業前ラスト6人タッグマッチを行い（パートナーは長谷川美子＆若菜きらり、対戦相手は雪妃真矢＆トトロさつき＆真白優希）、真白から3カウントを取られる。試合後、真白がベルト獲りを宣言し藤本と指切り。更にその後、「いろいろ思いました。だけど、それも全部ひっくるめて明日、ジュリアをぶん殴りに行きます！」と、同月19日のマリーゴールド後楽園大会にてジュリアが呼びかけていた「藤本の参戦」に応える形に。
- 8月25日、マリーゴールドの新木場大会にて行われたジュリアvs全員がけの22番目に登場し、張り手・蹴りの他、脱臼後封印していたビーナスシュートを繰り出すなどを叩き込み1分間ドロー。試合後はノーコメントで引き上げる。

## 人物
- 愛称は「つっか」
- 新潟県中越地震（2004年10月23日）の際には、学校が福祉関係ということもあり、2週間のボランティア活動に参加する。
- 宮城県宮城野高等学校[39][40]出身。2006年3月に東北福祉大学を卒業。最初は教員を目指し、大学では教育を専攻していた[1]。2005年6月には出身中学校にて3週間の教育実習を受けた。中学・高校の社会科教員免許、養護学校教員免許、図書館司書免許などを取得している。
- 教員採用面接の練習として一般企業の面接も多く受けていたが、そのうちにマスコミや広告代理店の業界に興味が湧き、大学卒業後は廣済堂に営業職で入社[1]。地元から出たくなかったということで宮城県で就職希望だったが、勤務地が東京に決まったことで嫌々ながら上京[1]。
- 廣済堂時代、業務で参加した出版記念パーティーで芸能事務所の社長からスカウトされ、会社では副業禁止だったが、土日だけでもしませんかと言われたことで、本人曰く「こっそり」タレント活動を始める[1]。後日、会社の上司が週刊ヤングジャンプに載っている藤本を見つけたことで話を聞かれ（この時は怒られたりもしたという）、この時ちょうど会社員を続けるか、このまま芸能界へ入るか迷って悩んでいたことで、これを打ち明けたところ、その上司は応援してくれることになり、父からも背中を押されたことで、廣済堂は入社から約1年半で退社（本人曰く円満退社。その後もその会社の人からは送別会に呼ばれたり、プロレスの試合を観に来てくれたりするという）[1]。
- 他団体の大会で豊田真奈美と試合して以降、豊田と絡む機会が多くなった上に、豊田本人からの高い評価を得たことで、「飛翔天女二世」と呼ばれることとなる。以前大一番で使用していたガウンは豊田から譲り受けた物である[41]。豊田から持ち技も継承している。
- 志田光とのタッグチーム「マッスルビーナス」ではタッグ王座を獲得した。マッスルビーナス解散後は、JWP中島安里紗と「ベストフレンズ」を結成。
- 東北地方太平洋沖地震（東日本大震災、2011年3月11日）以降は自らが中心となって被災地キャラバンを企画・実現し、また早くから仙台市での興行（「仙台リボン」）を提唱するなど、アイスリボン内ではさくらえみに次ぐリーダー的存在でもある。さくらのアイス退団が明らかになった際には会社から「団体の解散」か「プロレスに割く時間を増やすか」を相談され、後者を選択して解散は免れた。以降は選手代表の立場で団体を牽引。
- 2012年からは所属のアイスリボンと並行してプロレスリングWAVEにもレギュラー参戦。WAVEでは大畠美咲、紫雷美央と「クローズ」を組みヒールに転じる。コスチュームも美央がデザインした黒を基調としたものを着用し、サッカーボールを凶器として使用する。
  - このようにプロレスで凶器を使う事には異を唱えないが、OZアカデミーのポリスだけは拒絶反応を示しており、OZ・尾崎魔弓代表が正危軍にスカウトされた時も、ポリス嫌いを理由に拒否している。
  - 一方で紫雷美央からは「スタミナお化け」[42]というニックネームが付けられ、ニコプロでも定着している。
- 北海道のローカルインディー団体「北都プロレス」に参戦した際、同団体の代表兼レフェリーのクレイン中條から「ピップ藤本」のニックネームを付けられた。
- モーニング娘。のファン。一度は熱が冷めていた時期もあったが、2014年に初めてコンサートに足を運び、Twitter名を「モーニング娘。'14」にあやかり道重さゆみ卒業まで限定で「藤本つかさ。'14」に変えている。
- 団体内ではカード編成を受け持つが、松本都に対しては、ビッグマッチにおいて「イヤガラセ」とも呼べる、立場を悪用したカードを組む事もある（例、都vs植木嵩行、都vs浜亮太。2015年12月以降は、そのカードのレフェリーに紫雷美央を付ける事が恒例）。
- けん玉と一輪車が得意。
- 2022年3月15日、年上の一般男性と結婚したことを発表した[43]。その後、選手としては休業、スタッフとして活動。
- 2022年10月30日、妊娠発表。[44]2023年3月7日に女児を出産。[45]
- 2024年3月8日、育休明けとなりアイスリボン広報部長として復帰[46]

## タイトル歴
アイスリボン
- 第5代、第11代、第13代、第18代、第23代、第28代、第32代ICE×∞（60）王座
- 第5代、第6代、第25代、第31代トライアングルリボン王座
- 第13代、第23代、第25代、第28代、第37代、第48代、第52代インターナショナル・リボンタッグ王座（パートナーは志田光→つくし→つくし→志田光→中島安里紗→つくし→松本浩代）

19時女子プロレス
- 第7代、第10代19時女子プロレス認定インターネットシングル王座

REINA女子プロレス
- 第4代REINA世界王座
- 第4代REINA世界タッグ王座（パートナーは志田光）

DDTプロレスリング
- 第912代アイアンマンヘビーメタル級王座

プロレスリングWAVE
- 第4代WAVE認定タッグ王座（パートナーは大畠美咲）

SEAdLINNNG
- 第6代BEYOND THE SEA TAG TEAM王座（パートナーは中島安里紗）

プロレス大賞
- 女子プロレス大賞（2018年）

## 得意技

### フィニッシュ・ホールド
ジャパニーズ・オーシャン・サイクロン・スープレックスホールド
豊田真奈美から継承した現在のフィニッシュホールド。。豊田や星ハム子など重量級の選手をもコーナー等を使わず担ぎ上げる。
ビーナスシュート
リングのコーナー（市ヶ谷では会場の壁）を使った三角跳び式延髄斬り。フィニッシュホールドの一つ。
ツカドーラ
カサドーラの入りから、相手の脚の外側を通って後方へ回り込んでの回転エビ固め。
インフィニティ
立った相手に仕掛け叩きつける高角度式のラ・マヒストラル。2014年、対中島安里紗用に開発。
たいようちゃん☆ボム
南月たいようから継承。「つっかちゃん☆ボム」と記載される事も。

### その他得意技
ドロップキック
完成度が高く、フィニッシュ技となることもある。GENTAROからは「銭の取れるドロップキック」と称賛されている。
ミサイルキック
619

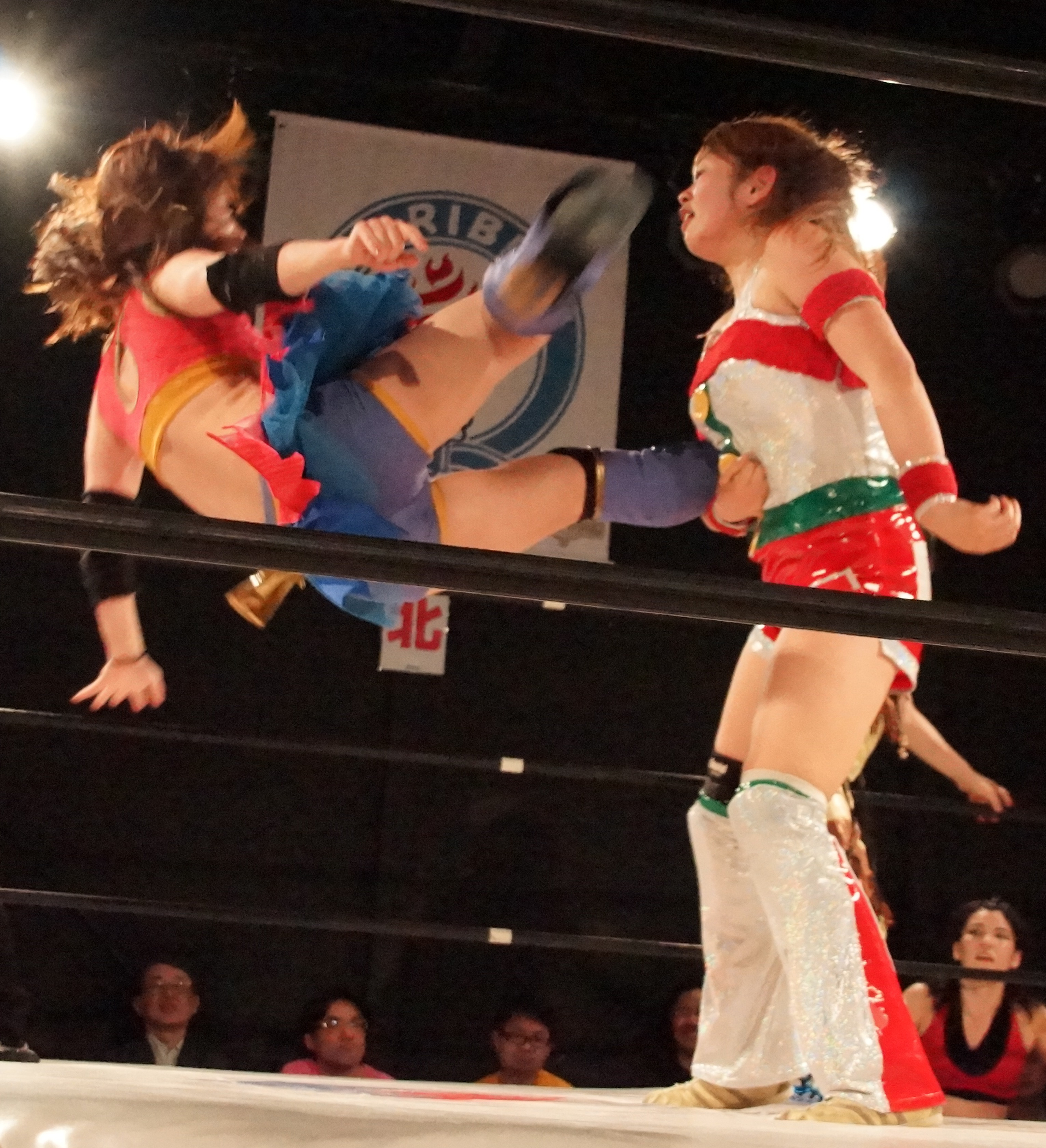
延髄斬り
エース・クラッシャー
田村欣子から伝承。客とともに技名を叫んで放つ。
ダイビング・ローリング・ネックブリーカードロップ
ローリングカサドーラ
カサドーラを決めた体勢からダイヤル固めのように回転する。
ウラカン・ラナ
アバランシュ・ホールド
プランチャ・スイシーダ
クロスフェイス
極楽固め
ビーナスクラッチ
サムソンクラッチで丸め込んで、相手の両足を自分の足でロックする。別名「クワガタ固め」。
膝十字固め
ショーキャプチャー
飛付き式膝十字固め。
ビーナススクリュー
横回転式ヨシタニック。現在は用いていない。
三角跳び式ボディアタック
忍者蹴り
スカイラブハリケーン
『キャプテン翼』に登場するツープラトン技。仰向けになったパートナーの足を発射台にして高く飛び上がり攻撃する。タニー・マウスのキン肉マン技に対抗するため編み出された。
ツームストン・パイルドライバー
2018年横浜文化体育館大会にて雪妃真矢との対戦で使用

## 入場テーマ曲
- 「燃えろヒーロー」 - 「燃えてヒーロー」の風味を取り入れたオリジナル。現入場曲。
- 「燃えてヒーロー」（沖田浩之） - キャプテン翼主題歌

## メディア出演

### 映画
- エコエコアザラク
- 春色のスープ（2008年、監督：瀬木直貴） - ヒトエ 役
- スリーカウント（2009年 監督：窪田将治） - 牧村多加子 役
- 平成トンパチ野郎〜男はツラだよ〜（2009年）- ひまわり役
- 平成トンパチ野郎2（2011年） - ひまわり役
- CRAZY-ISM クレイジズム（2011年 監督：窪田将治）- シオリ役
- 太陽からプランチャ（2014年 監督：窪田将治） - 須崎彩加 役
- 電エースタロウ（2014年 監督：河崎実）- ヒロインさつき役

### 舞台
- 劇団コラソン「リスペクト」（2012年12月13日 - 15日、アイスリボン道場）
- エクセリング「バイオハザードカフェで朝食を」（2013年2月5日 - 10日、俳優座劇場）
- RIDE STAGING OFFICEプロデュース「DIVE@LIVE-維新-『幕末-狼kick!-』」（2014年10月8日 - 12日、シアターグリーン BIG TREE THEATER）

### テレビ
- たけしの本当は怖い家庭の医学 （テレビ朝日系）
- シアワセ結婚相談所（日本テレビ）
- 幸せ!ボンビーガール（日本テレビ）
- QVCモデル
- モヤモヤさまぁ〜ず
- めちゃ×2イケてるッ!（フジテレビ）
- めざましテレビ（フジテレビ）
- はなまるマーケット
- 銭形金太郎
- ハピはぴモーニング
- ごごたま
- ティーンズプロジェクト フレ☆フレ（NHK）
- 大！天才てれびくん（NHK）
- 全力失踪（2017年） ‐ 鬼流院あずき

### インターネットドラマ
- 6番目のプロフィール（2007/11・VISION FACTORY 月9 携帯ドラマ）[48]
- L-BOY 共演：矢吹春奈・川久保拓司他（2008/4・MOVEFULL 携帯ドラマ）- フレンディーめぐ 役
- セレクト女子〜優柔不断な私にドロップキック〜（2019年2月1日配信開始、YouTube、ALPHABOAT） - 怒り 役[49]

### ラジオ
- レインボータウンエフエム放送 ゲスト出演
- バリュープリーズ パーソナリティー
- ASIAN美少女 ゲスト出演
- エフエム仙台 ゲスト出演
- 北海道HBCラジプロ ゲスト出演
- TBCラジオ ゲスト出演
- ニッポン放送 ゲスト出演

### CM・キャンペーン
- 大江戸温泉物語（2006）- 大江戸シスターズ
- イリアールクレンジングCM（2007年）
- 元気デザインイメージガール（2007年）
- 月島草市2007 司会
- プロサッカークラブをつくろう! Online 秘書キャラクター
- 菊地タイヤ商会 ポスターモデル
- ベストストレッチ 施術看板・パンフレットモデル
- IDOL WRESTLER EXHIBITION アイドル×レスラー展（2018年3月13日 – 25日、銀座・ヴァニラ画廊）[50]

## 作品

### イメージビデオ・DVD
- VITAL GAME（2009年3月、ZENピクチャーズ）
- ビーナスシュート（2009年7月、NKプラニング）
- infinity（2014年7月、グラッソ）
- The取締役（2015年8月、グラッソ）
- RED CORNER（2017年1月、ファインピクチャーズ）

### 写真集
- Infinity（2014年7月25日、グラッソ、撮影：会田定広）
- RED CORNER（2016年10月28日、プリヴェコミュニケーションズ、撮影：野川イサム）ISBN 978-4908692710

## 出版

### 書籍
- 新卒プロレス-リングに就職した大学生たち （2013年、著・泉井 弘之介、山近 義幸、ザメディアジョン）

### 雑誌
- 週刊ヤングジャンプ 懸賞コーナー
- ヤングガンガン
- フットサルナビ
- Bustier（ビスチェ）表紙、インタビュー
- Poco'ce（ポコチェ）フリーペーパー
- 週刊プロレス
- AERA
- アサヒ芸能